# مأموریت: غیرممکن (مجموعه‌فیلم)
مأموریت: غیرممکن (به انگلیسی: Mission: Impossible) عنوان سری فیلم‌های اکشن جاسوسی آمریکایی که بر اساس مجموعه تلویزیونی به همین نام ساخته شده است. تاکنون هشت نسخه از این مجموعه به نام‌های مأموریت غیرممکن، مأموریت غیرممکن ۲، مأموریت غیرممکن ۳، مأموریت غیرممکن: پروتکل شبح، مأموریت غیرممکن: ملت یاغی مأموریت غیرممکن: فال‌اوت، ماموریت غیرممکن: روزشمار مرگ ۱ و ماموریت غیرممکن: روزشمار مرگ ۲ ساخته و اکران شده است (و روزشمار مرگ ۲، خواهد شد). تام کروز در نقش شخصیت اصلی داستان، مأمور مخفی ایتن هانت در تمام نسخه‌های فیلم حضور دارد.

## فیلم‌ها
| فیلم                             | تاریخ انتشار در ایالات متحده | کارگردان(ها)    | فیلم‌نامه‌نویس(ها)                          | داستان از                                 | تهیه‌کننده(ها)                                                                | وضعیت     |
| -------------------------------- | ---------------------------- | --------------- | ----------------------------------------- | ----------------------------------------- | ---------------------------------------------------------------------------- | --------- |
| مأموریت: غیرممکن                 | ۲۲ مه ۱۹۹۶                   | برایان دی پالما | دیوید کپ و رابرت تاون                     | دیوید کپ و استیون زایلیان                 | تام کروز و پائولا واگنر                                                      | منتشر شد  |
| مأموریت: غیرممکن ۲               | ۲۴ مه ۲۰۰۰                   | جان وو          | رابرت تاون                                | رونالد مور و برانون براگا                 | تام کروز و پائولا واگنر                                                      | منتشر شد  |
| مأموریت: غیرممکن ۳               | ۵ مه ۲۰۰۶                    | جی. جی. آبرامز  | جی.جی. آبرامز، الکس کورتزمن و روبرتو ارسی | جی.جی. آبرامز، الکس کورتزمن و روبرتو ارسی | تام کروز و پائولا واگنر                                                      | منتشر شد  |
| مأموریت: غیرممکن – پروتکل شبح    | ۱۶ دسامبر ۲۰۱۱               | برد برد         | جاش اپلبام و آندره نمک                    | جاش اپلبام و آندره نمک                    | تام کروز، جی.جی. آبرامز و برایان بورک                                        | منتشر شد  |
| مأموریت: غیرممکن – ملت یاغی      | ۳۱ ژوئیه ۲۰۱۵                | کریستوفر مک‌کوری | کریستوفر مک‌کوری                           | کریستوفر مک‌کوری و درو پی‌یرس               | تام کروز، جی.جی. آبرامز، برایان بورک، دیوید الیسون، دانا گلدبرگ و دان گرینجر | منتشر شد  |
| مأموریت: غیرممکن – فال‌اوت        | ۲۷ ژوئیه ۲۰۱۸                | کریستوفر مک‌کوری | کریستوفر مک‌کوری                           | کریستوفر مک‌کوری                           | تام کروز، جی.جی. آبرامز، کریستوفر مک‌کوری و جیک مایرز                         | منتشر شد  |
| مأموریت: غیرممکن – روزشمار مرگ   | ۳۰ سپتامبر ۲۰۲۲              | کریستوفر مک‌کوری | کریستوفر مک‌کوری                           | کریستوفر مک‌کوری                           | تام کروز، کریستوفر مک‌کوری، دیوید الیسون، جی.جی. آبرامز و جیک مایرز           | منتشر شده |
| مأموریت: غیرممکن – روزشمار نهایی | ۲۸ ژوئن ۲۰۲۴                 | کریستوفر مک‌کوری | کریستوفر مک‌کوری                           | کریستوفر مک‌کوری                           | تام کروز، کریستوفر مک‌کوری، دیوید الیسون، جی.جی. آبرامز و جیک مایرز           | منتشر شده |

## بازخورد

### عملکرد در گیشه
| فیلم                          | تاریخ انتشار   | بودجه       | فروش           | فروش           | فروش           | رتبه‌بندی تمام دوران | رتبه‌بندی تمام دوران | منابع |
| فیلم                          | تاریخ انتشار   | بودجه       | داخلی          | بین‌المللی      | جهان           | داخلی               | جهان                | منابع |
| ----------------------------- | -------------- | ----------- | -------------- | -------------- | -------------- | ------------------- | ------------------- | ----- |
| مأموریت: غیرممکن              | ۲۲ مه ۱۹۹۶     | $۸۰ میلیون  | $۱۸۰٬۹۸۱٬۸۵۶   | $۲۷۶٬۷۱۴٬۵۰۳   | $۴۵۷٬۶۹۶٬۳۵۹   | ۲۵۴                 | ۲۴۴                 | [ ۱ ] |
| مأموریت: غیرممکن ۲            | ۲۴ مه ۲۰۰۰     | $۱۲۵ میلیون | $۲۱۵٬۴۰۹٬۸۸۹   | $۳۳۰٬۹۷۸٬۲۱۶   | $۵۴۶٬۳۸۸٬۱۰۵   | ۱۸۰                 | ۱۸۱                 | [ ۲ ] |
| مأموریت: غیرممکن ۳            | ۵ مه ۲۰۰۶      | $۱۵۰ میلیون | $۱۳۴٬۰۲۹٬۸۰۱   | $۲۶۳٬۸۲۰٬۲۱۱   | $۳۹۷٬۸۵۰٬۰۱۲   | ۴۵۳                 | ۲۹۸                 | [ ۳ ] |
| مأموریت: غیرممکن – پروتکل شبح | ۱۶ دسامبر ۲۰۱۱ | $۱۴۵ میلیون | $۲۰۹٬۳۹۷٬۹۰۳   | $۴۸۵٬۳۱۵٬۴۷۷   | $۶۹۴٬۷۱۳٬۳۸۰   | ۱۹۱                 | ۱۲۱                 | [ ۴ ] |
| مأموریت: غیرممکن – ملت یاغی   | ۳۱ ژوئیه ۲۰۱۵  | $۱۵۰ میلیون | $۱۹۵٬۰۴۲٬۳۷۷   | $۴۸۷٬۶۷۱٬۸۹۰   | $۶۸۲٬۷۱۴٬۲۶۷   | ۲۲۰                 | ۱۲۳                 | [ ۵ ] |
| مأموریت: غیرممکن – فال‌اوت     | ۲۷ ژوئیه ۲۰۱۸  | $۱۷۸ میلیون | $۲۲۰٬۱۵۹٬۱۰۴   | $۵۷۰٬۹۵۶٬۰۰۰   | $۷۹۱٬۱۱۵٬۱۰۴   | ۱۶۳                 | ۸۸                  | [ ۶ ] |
| کل                            | کل             | $۸۲۸ میلیون | $۱٬۱۵۵٬۰۲۰٬۹۳۰ | $۲٬۴۱۵٬۴۵۶٬۲۹۷ | $۳٬۵۷۰٬۴۷۷٬۲۲۷ |                     |                     | [ ۷ ] |

### بازخورد عموم و منتقدان
| فیلم                          | راتن تومیتوز  | متاکریتیک   | سینماسکور |
| ----------------------------- | ------------- | ----------- | --------- |
| مأموریت: غیرممکن              | ۶۶٪ (۶۲ نقد)  | ۵۹ (۲۹ نقد) | B+        |
| مأموریت: غیرممکن ۲            | ۵۷٪ (۱۵۳ نقد) | ۵۹ (۴۰ نقد) | B         |
| مأموریت: غیرممکن ۳            | ۷۱٪ (۲۲۴ نقد) | ۶۶ (۴۲ نقد) | A−        |
| مأموریت: غیرممکن – پروتکل شبح | ۹۳٪ (۲۵۱ نقد) | ۷۳ (۴۷ نقد) | A−        |
| مأموریت: غیرممکن – ملت یاغی   | ۹۴٪ (۳۲۵ نقد) | ۷۵ (۴۶ نقد) | A−        |
| مأموریت: غیرممکن - فال‌اوت     | ۹۷٪ (۴۳۵ نقد) | ۸۶ (۶۰ نقد) | A         |